# I Don't Worry About a Thing
I Don't Worry About a Thing — студійний альбом американського джазового піаніста Моуза Еллісона, випущений у червні 1962 року лейблом Atlantic Records. Записаний 15 березня 1962 року на студії Atlantic Studios в Нью-Йорку.

## Опис
Альбом став першим для піаніста Моуза Еллісона, випущеним на лейблі Atlantic Records. Еллісон співає на 5-ти композиціях (грає у тріо з басистом Еддісоном Фармером і ударником Озі Джонсоном).

## Список композицій
1. «I Don't Worry About a Thing» (Моуз Еллісон) — 2:17
2. «It Didn't Turn Out That Way» (Моуз Еллісон) — 2:41
3. «Your Mind Is on Vacation» (Моуз Еллісон) — 2:35
4. «Let Me See» (Каунт Бейсі, Гаррі Еддісон) — 4:08
5. «Everything I Have Is Yours» (Бертон Лейн, Гарольд Адамсон) — 4:07
6. «Stand By» (Моуз Еллісон) — 4:56
7. «Idyll» (Моуз Еллісон) — 4:15
8. «The Well» (Моуз Еллісон) — 3:30
9. «Meet Me at No Special Place» (Раселл Робінсон, Артур Теркер, Гаррі Пайл) — 2:33
10. «The Song Is Ended» (Ірвінг Берлін) — 2:34

## Учасники запису
- Моуз Еллісон — фортепіано, вокал (1, 2, 3, 9, 10)
- Еддісон Фармер — контрабас
- Озі Джонсон — ударні

Технічний персонал
- Несухі Ертегюн — продюсер
- Том Дауд, Філ Єле — інженери звукозапису
- Нет Гентофф — текст до обкладинки
- Лорінг Ютемі — дизайн обкладинки